# Nevroonkologija
Névroonkologíja je subspecialnost v medicini, ki se ukvarja z novotvorbami živčevja in združuje nevrologijo in onkologijo.
Nevroonkologija se ukvarja predvsem z diagnostiko, zdravljenjem in raziskovanjem tumorskih obolenj živčnega sistema, ki vključuje naslednje vrste tumorjev:
- primarni tumorji osrednjega živčevja (možganski tumorji in tumorji hrbtenjače)
- sekundarni tumorji osrednjega živčevja (možganski zasevki in zasevki v hrbtenjači)
- maligni limfomi osrednjega živčevja
- tumorji obkrajnega živčevja

Že ta seznam kaže, da gre za široko področje, ki ga je težko opredeliti, in področje nevroonkologije se pogosto prepleta z drugimi vejami medicine. Medtem ko zdravljenje limfomov osrednjega živčevja prav tako poteka po smernicah hematološkega zdravljenja in možganskih zasevkov ne zdravimo ločeno od osnovne terapije primarnega tumorja, se tumorji perifernega živčevja, ki so benigni (npr. nevrinomi) obravnavajo tako kot drugi tumorji mehkih tkiv pogosto znotraj ortopedije.

## Splošne informacije

### Primarni tumorji osrednjega živčevja
Primarni možganski tumorji se lahko pojavijo v kateri koli starosti, od otroštva do visoke starosti. Dejavniki, kot so starost, lokacija tumorja in klinična slika, so v pomoč pri diferencialni diagnozi. Večina vrst primarnih možganskih tumorjev je pogostejša pri moških, z izjemo meningioma, ki je pogostejši pri ženskah.

### Metastatski tumorji osrednjega živčevja
Neposredna invazija ali stiskanje neprekinjenih tkiv je povezana z bližino živčnega sistema drugim strukturam.

#### Intrakranialni zasevki
Obstajajo tri vrste intrakranialnih zasevkov: možganski zasevki, duralni zasevki (prizadenejo trdo opno osrednjega živčevja) in leptomeningealni zasevki (prizadenejo mehki ovojnici osrednjega živčevja). Zasevki v možganih so lahko posamezni ali pa so pridotni v večjem številu in lahko prizadenejo kateri koli del možganov. Zasevki v duralnih strukturah se običajno pojavijo s hematogenim širjenjem (po krvi) ali neposredno z invazijo iz sosednje kosti. Duralni zasevki lahko prizadenejo spodaj ležeče možgane in povzročijo žariščni edem in s tem povezane nevrološke simptome. Zaradi svoje kortikalne lokacije ti procesi ponavadi povzročijo epileptične napade zgodaj v poteku. Leptomeningealne metastaze so redek, a dobro znan klinični pojav pri bolnikih z rakom. Leptomeningealne metastaze so najpogosteje posledica primarnih tumorjev dojke, pljuč ali melanoma.

#### Kranialni zasevki
Zasevke v lobanji lahko razdelimo v dve kategoriji, glede na lokacijo: lobanjski svod ali lobanjsko dno. Zasevki v lobanjskem svodu pogosto ne povzročajo simptomov, pri zasevkih v lobanjskem dnu pa se simptomi pogosto pojavijo že zgodaj v poteku, in sicer zaradi bližine možganskih živcev in žilnih struktur.

## Primarni tumorji centralnega živčnega sistema
Prva podrazdelitev tumorjev osrednjega živčnega sistema (CNS) se pojavi med primarnimi (ki izvirajo neposredno iz CŽS) in metastatskimi (ki izvirajo iz drugega organa) tumorji. Slednji imajo približno desetkrat večjo pojavnost kot prvi. Možganski tumorji so neoplazme, ki se razvijejo v možganih. Tumorje, kot so meningiomi, ki zaradi svoje mase stisnejo, a ne prodrejo v možgane, ter tumorje hipofize in epifize, ki se nahajajo na možganskem deblu, pogosto nepravilno imenujemo možganski tumorji. Izraz intrakranialni tumorji jih natančneje povzema.
Primarni tumorji CNS obsegajo različne patološke entitete, od katerih ima vsaka svojo naravno zgodovino. Ker je samo glialnih tumorjev skoraj 40 % teh tumorjev, lahko najprej ločimo med glialnimi tumorji (gliomi) in neglialnimi tumorji. Najpogostejši gliomi so astrocitomi (izvirajo iz glialnih astrocitnih celic), oligodendrogliomi (izvirajo iz oligodendroglijskih celic) in ependimomi (izvirajo iz ependimalnih celic).

### Epidemiologija
Maligni primarni tumorji centralnega živčnega sistema so razmeroma redki in predstavljajo približno 2 odstotkov vseh malignih novotvorb. Tumorske bolezni osrednjega živčevja so razdeljene na 95 odstotkov na možganih in na 5 Odstotek na možganskih ovojnicah, kranialnih živcih in hrbtenjači. 
Pojavijo se lahko v kateri koli starosti, tveganje za nastanek bolezni pa se s starostjo povečuje. Pri odraslih lahko histološko najdemo gliome, ki izvirajo iz podpornega tkiva živčnih celic, od katerih je približno 75 odstotkov glioblastomov Astrocitomi IV. stopnje z neugodno prognozo. Pri dojenčkih in majhnih otrocih prevladujejo embrionalni tumorji. V Nemčiji je leta 2016 zbolelo približno 3970 ljudi moških in 3.460 Ženske z malignimi tumorji centralnega živčnega sistema. V povprečju je stopnja preživetja 21 odstotkov za moške in 24 odstotkov za ženske. Statistika redko vključuje tudi histološko benigne tumorje osrednjega živčevja, ki se pojavijo pri približno 6.000 novih primerov na letna laž. Približno 65 Odstotek tega prihaja iz možganskih ovojnic. Ženske so prizadete veliko pogosteje. Če se ne zdravi s kirurškim posegom ali radioterapijo, so lahko tudi benigni tumorji zaradi progresivne rasti v zaprtem lobanjskem prostoru usodni. Najpogostejši maligni intrakranialni tumor osrednjega živčevja je glioblastom, najpogostejši benigni je meningiom.

### Etiologija
Genetska nagnjenost k novotvorbam centralnega živčnega sistema je razmeroma redka, čeprav se lahko nekateri gliomi pojavijo kot zapleti več družinskih bolezni.
Mutacija nekaterih tumor supresorskih genov je značilna za več dednih sindromov, ki kažejo povečano dovzetnost za razvoj možganskih tumorjev. Naslednje mutacije in njihovi sindromi so povezani z večjim tveganjem za razvoj možganskih tumorjev: mutacija gena NF1 z nevrofibromatozo tipa 1, mutacija APC s Turcotovim sindromom, mutacija PTCH z Gorlinovim sindromom in mutacija TP53 ali CHEK2 s sindromom Li-Fraumeni.
Okoljske dejavnike, povezane s primarnimi možganskimi tumorji, je težko prepoznati. V nekaterih študijah je bila izpostavljenost vinil kloridu povezana s povečano pojavnostjo glioma visoke stopnje. Edini redek, a dobro ugotovljen vzrok primarnega možganskega tumorja je ionizirajoče sevanje. Zlasti je radioterapija otrok s tineo capitis in bolnikov z akutno limfno levkemijo, kraniofaringiomom ali ne-Hodgkinovim limfomom povezana s povečanim tveganjem za gliom. Pri bolnikih z aidsom obstaja povečano tveganje za primarni možganski limfom.

### Klinika

#### Znaki in simptomi
Za simptome cerebralne neoplazije je značilen premik oz Uničenje okoliškega tkiva in infiltracija istih vzrokov.
Najpogostejši simptom, o katerem poroča 35 odstotkov bolnikov, je glavobol. Pogosto je značilen pojav hudih glavobolov pri bolnikih, ki sicer redko trpijo za njimi, še posebej, če so napadi glavobola ali migrene hujši zjutraj in jih spremljajo slabost, bruhanje in nevrološki izpadi. Pri bolnikih, ki pogosteje trpijo zaradi glavobolov, je lahko sprememba oblike, povečanje pogostosti ali intenzivnosti napadov simptom razvoja možganskega tumorja. Napadi se pojavijo pri približno eni tretjini bolnikov z gliomom, zlasti pri tumorjih nizke stopnje ali CNS. Fokalni nevrološki izpadi so povezani z lokacijo tumorja. Spremembe duševnega stanja se pojavijo tudi pri 15 do 20 odstotkih bolnikov z gliomom.

#### Slikovna diagnostika
Računalniška tomografija (CT) in slikanje z magnetno resonanco (MRI) lahko učinkovito odkrijeta neoplazijo v možganih. MRI je bolj občutljiv kot CT za prepoznavanje lezij, vendar ima kontraindikacije za bolnike s srčnimi spodbujevalniki, nezdružljivimi protezami, kovinskimi sponkami in drugimi. CT ostaja metoda izbire za odkrivanje kalcinacij v lezijah ali kostnih erozijah lobanjske kapice ali baze. Uporaba kontrastnih sredstev, ki so jodirana v primeru CT in paramagnetna (gadolinij) v primeru MRI, omogoča pridobivanje informacij o vaskularizaciji in celovitosti krvno-možganske bariere, boljšo opredelitev tumorskega tumorja v primerjavi z na okoliški edem in ustvarjanje hipotez o stopnji malignosti . Rentgenski pregled omogoča tudi oceno mehanskih učinkov in posledičnih sprememb v možganskih strukturah, ki so posledica tumorja, kot so hidrocefalus in kile, katerih posledice so lahko usodne. Končno, med pripravo na operacijo, se ta diagnostika lahko uporabi za določitev lokacije lezije ali infiltracije tumorja v vitalna področja možganov. V ta namen je MRI učinkovitejši od CT, saj lahko zagotovi tridimenzionalne slike.
Diagnostična radiološka slikovna orodja poudarjajo spremembo neoplastičnega tkiva v primerjavi z normalnim možganskim parenhimom (s spremembami v elektronsko posneti gostoti tkiva na CT in intenziteti signala na MRI). Kot večina patoloških tkiv, so tudi tumorji prepoznavni po povečanem kopičenju znotrajcelične vode. V računalniškem tomogramu se zdijo hipodenzni, tj. manjše gostote kot možganski parenhim, v tomogramu jedrske magnetne resonance pa z relaksacijo spin-mreže. {\displaystyle T_{1}} hipointenzivno in v spin-spin relaksaciji {\displaystyle T_{2}} kot tudi hiperintenzivno protonsko uteževanje (PD).
Zdrav predel možganov na radiološki sliki ne sme pokazati posebnega sijaja. Zato je samoumevno, da pozornost namenjamo večjim razponom kontrastnega signala.
V tumorskem tkivu je na splošno večji delež povečanja kontrasta posledica posebne krvno-tumorske pregrade, ki omogoča prehod joda (CT) in gadolinija (MRI) v intratumorski ekstravaskularni intersticijski prostor. To poveča signal (gostoto ali intenzivnost) tumorja. Vendar je treba paziti, da izboljšanje kontrasta ne dokončno razlikuje neoplazije od edema okoli rane. Pravzaprav anatomsko-patološka ugotovitev v tumorskem tkivu malignega infiltriranega glioma, kot je glioblastom in anaplastični astrocitom, kaže tudi onkraj vazogenega edema, ki ga povzroči uničenje krvno-možganske pregrade s tumorjem. Slednje klinično stanje je slabo zaznavno z diagnostičnim slikanjem.
Računalniška tomografija možganov običajno pokaže tkivno maso, ki jo je mogoče povečati s kontrastom. Na CT so gliomi nizke stopnje običajno videti izodense glede na normalni parenhim in zato morda ne bodo pokazali povečanja kontrasta. Podobno je lezije v posteriorni lobanjski fosi težko prepoznati na CT. Posledično samo rezultati takšne tomografije niso vedno zadostni za diagnostične namene. V dvomljivih primerih je nujna uporaba bolj občutljive magnetne resonance.
Na {\displaystyle T_{1}}- MRI prikazuje intrakranialni tumor kot masivno lezijo, ki lahko po uporabi kontrastnega sredstva postane bolj svetleča. Vendar je vedno prisotna anomalija signala {\displaystyle T_{2}} -Magnetna resonanca, ki pokaže prisotnost neoplazije ali vazogenega edema. Običajno povečana luminiscenca (povečanje kontrasta) kaže na tumor višje stopnje malignosti. Za glioblastom je značilen kontrastni obroč, pri čemer svetleči del ustreza vitalnemu delu malignega tumorja, temnejši pa {\displaystyle T_{1}} -hypointense področje, ki ustreza nekrozi tkiva.

#### Uprizoritev
Večina primarnih intrakranialnih tumorjev ostane lokaliziranih v lobanji, zato sistemski postopki določanja stopnje niso potrebni.
Nasprotno pa se primarni nevroektodermalni tumorji, meduloblastomi, tumorji zarodnih celic CNS in primarni limfomi CNS pogosto širijo preko subarahnoidnega prostora na leptomeninge. Spinalna magnetna resonanca ali lumbalna punkcija je zato obvezna tudi za vse bolnike s tovrstnimi diagnozami.

### Vrste tumorjev

#### Gliomi
Primarni tumorji centralnega živčnega sistema (CNS) vključujejo različna patološka tkiva, od katerih ima vsako svojo naravno zgodovino. Ker samo gliomi predstavljajo skoraj 40 odstotkov vseh tumorjev osrednjega živčevja, je v literaturi običajno razlikovati med glialnimi in neglialnimi tumorji.

##### Astrocitomi
V literaturi so bili sčasoma predlagani različni sistemi kategorij za razvrščanje malignosti astrocitomov. Od leta 1993 je štiristopenjski sistem ocenjevanja, ki ga je predlagala Svetovna zdravstvena organizacija (WHO), najbolj razširjen in uporabljen. Temelji na štirih histoloških značilnostih: Povečani gostoti celic, mitozi, proliferaciji endotelija in nekrozi. Nato so astrocitomi stopnje I, kot so pilocitični astrocitomi, običajno benigne histologije. Astrocitomi II. Stopnje (difuzne) kažejo povečano celično gostoto kot edino histološko značilnost in so neoplazme z nižjo stopnjo infiltracije. Astrocitomi III kažejo pomembno mitozo. stopnje (anaplastični). Pri astrocitomih IV opazimo endotelno proliferacijo ali nekrozo. stopnje, tako imenovani glioblastomi.

###### Astrocitomi nizke stopnje
Med omejenimi tumorji so pilocitični astrocitomi (vključno s pilomiksoidnim astrocitomom ), subependimalni gigantocelični astrocitomi in pleomorfni ksantastrocitomi. Gre za nekoliko redkejše neoplazme benigne histologije, ki jih je pogosto mogoče pozdraviti le s kirurškim posegom. Če je ekscizija nepopolna, lahko preostalo tumorsko tkivo uspešno zdravimo z radioterapijo. V redkih primerih, ko lokalno zdravljenje ne deluje, je lahko uspešna sistemska kemoterapija, ki jo moramo individualno prilagoditi. Otroci se odzivajo na kombinacijo karboplatina in vinkristina.
Na računalniški tomografiji se pojavijo difuzni astrocitomi II. Stopnje kot manj intenzivne lezije. Pri prednostnem slikanju z magnetno resonanco kontrastna sredstva morda ne bodo mogla osvetliti teh neoplazem, njihova luminiscenca je lahko tanjša in šibkejša. Intenzivnejši lahko kaže na povečano anaplazijo tkiv. Kadarkoli je mogoče, se predlaga biopsija za pridobitev vzorcev iz anaplastičnega dela tumorja.
V večini primerov so bolniki z difuznimi astrocitomi stari od 20 do 40 let. Zanje je značilen pojav epileptičnih napadov. Pogoji za ugodno prognozo so mlada starost, velikost tumorja pod 50 milimetrov in čim obsežnejša kirurška resekcija tumorja. Pozni recidivi so relativno pogosti, zato je treba bolnike spremljati še 15 let po odstranitvi tumorja.
Kljub razmeroma počasnemu poteku večina astrocitomov napreduje v lezije, za katere je značilna obsežna anaplazija, ki so običajno neodzivne na operacijo in radioterapijo. Vendar pa terapija za bolnike z difuznimi astrocitomi nizke stopnje v literaturi ne kaže enotnega mnenja. O vlogi popolne resekcije se razpravlja v strokovnem kontekstu. Rezultati nekaterih študij kažejo, da maksimalna odstranitev tumorja daje najboljše rezultate. Pravzaprav je majhne in enostranske tumorje mogoče popolnoma odstraniti, če niso vključene nobene kritične strukture možganov. Pragmatičen pristop, ki je na splošno sprejemljiv za splošnost primerov, je odstranitev neoplazije, kolikor je to mogoče, da bi se izognili znatnim nevrološkim izpadom.
Študije so pokazale, da je zdravljenje z obsevanjem, dano takoj po diagnozi, podaljšalo čas, ko je bolnik brez bolezni pred ponovitvijo tumorja, v primerjavi s situacijo, ko je potek obsevanja odložen do časa napredovanja. Vendar trenutno ni soglasja, da zdravljenje z obsevanjem kmalu po diagnozi izboljša bolnikovo "splošno preživetje".
Pri bolnikih z blažjimi simptomi ali brez njih ali z epileptičnimi napadi, ki jih je mogoče nadzorovati z zdravili proti epileptičnim napadom, je možno odložiti radioterapijo, dokler rast tumorja ne doseže kritične faze. Pogosto obstaja želja po zmanjšanju tveganja za nevrološke okvare, ki jih povzroči samo obsevanje.
Dve prospektivni randomizirani klinični preskušanji nista pokazali večje koristi od radioterapije z visokimi odmerki kot pri radioterapiji z nizkimi odmerki. Običajno je skupni odmerek med 45 in 54 Gray s frakcionacijo od 1,8 do 2 Graya.
Učinek adjuvantne kemoterapije pri bolnikih z astrocitomi nizke stopnje še vedno preiskujejo. Preliminarni rezultati kliničnega preskušanja, v katerem so primerjali samo radioterapijo z radioterapijo, ki ji je sledila kemoterapija, ki je vsebovala prokarbazin, lomustin in vinkristin (PCV), so pokazali daljše obdobje "preživetja brez bolezni" s kombinacijo, ne pa tudi podaljšanega "celotnega preživetja". Zaradi toksičnosti, povezane s protokolom PCV, je uporaba temozolomida priporočljiva tako kot začetno zdravljenje kot po okrevanju.

###### Anaplastični astrocitomi
Anaplastični astrocitom je maligni možganski tumor, za katerega je značilna difuzna rast, povečana gostota celic in številke delitve jedra. Izhaja iz specifične celične populacije centralnega živčnega sistema, astrocitov. Po klasifikaciji WHO tumorjev centralnega živčnega sistema tumor ustreza tumorju stopnje III.
Običajno se pri bolnikih z anaplastičnim astrocitomom pojavijo epileptični napadi, žariščni nevrološki izpadi, glavoboli in spremembe osebnosti. Povprečna starost bolnika je 45 let. Slikanje z magnetno resonanco na splošno pokaže masivno lezijo s povečanim kontrastnim signalom, ki je lahko tudi šibkejši. Diagnozo postavimo s histološkim pregledom lezije z biopsijo ali kirurško resekcijo.
Slabša prognoza je lahko povezana z visoko starostjo, slabim fizičnim stanjem in znatno nevrološko okvaro. Na splošno je terapevtski izid boljši s popolno kirurško resekcijo (standardno zdravljenje) brez povečanja nevroloških izpadov. Radioterapija je standardna, ker se je izkazalo, da podaljša čas preživetja. Vloga kemoterapije je sporna.

###### Glioblastom
Najpogostejši in najpogostejši maligni tumorji glialnih celic so glioblastomi. Sestavljeni so iz heterogene mase slabo diferenciranih astrocitomskih celic predvsem pri odraslih. Običajno se pojavijo v možganskih hemisferah, redkeje v možganskem deblu ali hrbtenjači. Razen v zelo redkih primerih, tako kot vsi možganski tumorji, ne segajo preko struktur centralnega živčnega sistema.
Glioblastom lahko nastane iz difuznega (II. stopnje) ali anaplastični astrocitom (III. razred) razvijati. V slednjem primeru se imenuje sekundarni. Če pa se pojavi brez predhodnikov ali znakov predhodne malignosti, se imenuje primarni. Glioblastome zdravimo z operacijo, obsevanjem in kemoterapijo. Težko jih je ozdraviti in malo je primerov, ki preživijo več kot tri leta.

##### Oligodendrogliomi
Oligodendrogliom je občasen glialni možganski tumor, ki nastane iz oligodendrocitov. Pojavlja se predvsem pri odraslih, starih od 40 do 45 let, prednostno v možganski skorji in beli snovi možganskih hemisfer.
Oligodendrogliomi so razmeroma redki, saj predstavljajo manj kot približno 5 odstotkov vseh primarnih možganskih tumorjev in ne več kot približno 10 do 15 odstotkov vseh gliomov. Ti tumorji so razdeljeni na nizke stopnje in anaplastične lezije. Za anaplastični oligodendrogliom so značilni povečana celična gostota, mitoza, proliferacija endotelija in jedrski polimorfizem ter nekroza.

###### Oligodendrogliomi in oligoastrocitomi nizke stopnje
Mediana preživetja bolnikov s čistim oligodendrogliomom je približno 10 let, z oligoastrocitomom pa približno 8 let. Podaljšanje v primerjavi s čistimi astrocitomi je posledica delecije ali translokacije para 1p/19q v tumorju.
Povprečna starost bolnikov ob diagnozi je 35 let. Tipični simptomi so epileptični napadi, lahko pa se pojavijo tudi žariščni nevrološki izpadi, spremembe osebnosti ali drugi simptomi intrakranialnega tlaka, kot sta glavobol in bruhanje. Ti tumorji običajno niso vidni na računalniški tomografiji, zato je MRI metoda izbire diagnostičnega slikanja. Na, {\displaystyle T_{2}}- Slikanje z magnetno resonanco, prepoznamo jih kot povečano jakost signala. Na, {\displaystyle T_{1}}-slike, na drugi strani pa je mogoče signal utišati in izboljšanje kontrasta je mogoče zaznati le občasno. Morda manjka signal za kalcifikacijo.
Ti tumorji napredujejo počasneje kot astrocitomi nizke stopnje in v literaturi ni soglasja glede optimalnega zdravljenja. Začetno zdravljenje vključuje obvladovanje simptomov z zdravili proti napadom, obsevanjem, kemoterapijo ali kombinacijo zadnjih dveh. Kirurgija, radioterapija in kemoterapija igrajo pomembno vlogo pri recidivih. Resekcije lahko ublažijo simptome. Na, temozolomid je pokazal 50 Odstotek bolnikov, pri katerih se bolezen po radioterapiji ponovi, ima pozitivno reakcijo.

###### Anaplastični oligodendroglioma in oligoastrocitomi
Anaplastični oligodendrogliomi kažejo značilne simptome, ki so posledica masovnega učinka in epileptičnih napadov. Kljub njihovi kemosenzibilnosti je mediana preživetja le 3 do 5 leta. Zdravljenje vključuje največjo ekscizijo, ki ji sledi radioterapija. V zvezi s kemoterapijo je treba opozoriti, da sta dve nedavni klinični preskušanji faze III primerjali rezultate radioterapije s kombinirano radioterapijo in kemoterapijo s prokarbazinom, lomustinom in vinkristinom. Čeprav je bilo preživetje brez pomembnih simptomov daljše pri kombiniranem zdravljenju, je bilo skupno preživetje enako pri obeh terapijah. Bolniki z delecijo 1p/19q so dosegli najboljše rezultate zdravljenja, medtem ko so bolniki brez delecije 1p/19q lahko izboljšali rezultate s kemoterapijo PCV.
Prospektivne klinične študije so pokazale, da približno 50 do 70 Odstotek bolnikov s ponavljajočim se anaplastičnim oligodendrogliomom po radioterapiji se pozitivno odzove na kemoterapijo s PCV ali temozolomidom. Čeprav večja učinkovitost zdravljenja s temozolomidom in PCV ni bila ugotovljena, pomanjkanje kumulativne mielosupresije s temozolomidom kaže na njegovo uporabo na začetku zdravljenja ponovitve bolezni.

##### Ependimomi
Ependimom je neoplazma, ki se razvije iz ependimalnih celic, ki obdajajo možganske prekate, horoidni pleksus, filum terminale in osrednji kanal hrbtenjače. Ependimalne celice so prisotne tudi v možganskem parenhimu kot posledica embrionalne migracije iz periventrikularnih območij v možgansko skorjo.
Ti dokaj redki tumorji se lahko pojavijo v kateri koli starosti, vendar imajo dva značilna vrha, od 0 do 10 in od 40 do 50 let. Intrakranialne poškodbe, ki običajno nastanejo v zadnji jami, so pogostejše v prvem starostnem obdobju, medtem ko so poškodbe hrbtenice pogostejše v drugem starostnem obdobju.
Ependimome delimo na lezije nizke stopnje (I. in II. stopnje po lestvici WHO) in anaplastične lezije (III. stopnje) razdeljeno. I. stopnje so zlasti subependimomi in miksopapilarni ependimomi, III. Anaplastični ependimom. Bolniki z ependimomi nizke stopnje v hrbtenici, ki jih je mogoče v celoti odstraniti, se naknadno ne zdravijo z obsevanjem. Vloga pooperativne radioterapije pri intrakranialnih ependimomih nizke stopnje je sporna, vendar je radioterapija običajno indicirana za anaplastične tumorje ali tumorje nizke stopnje, ki jih ni mogoče popolnoma odstraniti.
Klinične študije so pokazale, da se ependimomi odzivajo na kemoterapijo, zlasti tiste na osnovi platine. Korist kemoterapije na osnovi platine je 67 Odstotka, na drugi strani 25 za nitrozosečnine Odstotek. Prognoza za ependimome II. Stopnje so 6-letno preživetje brez bolezni 68 odstotkov in s skupnim preživetjem 87 Odstotek. Pri anaplastičnih ependimomih te vrednosti padejo na 29 odstotkov ali na 37 Odstotek.

#### Neglialni tumorji

##### Meduloblastomi
Meduloblastom je najpogostejši maligni možganski tumor pri otrocih. Največja incidenca se pojavi pri otrocih, starih od 2 do 7 let. Največje tveganje za bolezen ostaja v otroštvu, saj je meduloblastom zelo redek pri starejših od 21 let.
Ta tumor je značilen za posteriorno foso, kjer je lokaliziran v obeh hemisferah malih možganov ali v cerebelarnem vermisu. Ker je invazivna in hitro rastoča, se običajno razširi v druge dele osrednjega živčnega sistema (CŽS) prek cerebrospinalne tekočine in lahko prodre v dno bližnjega četrtega prekata in možganske ovojnice. Redko se lahko pojavijo dodatne metastaze v CNS. Ob pojavu maligne bolezni so simptomi izguba ravnotežja, nekoordiniranost, diplopija, dizartrija, zaradi prizadetosti četrtega prekata, ki pogosto povzroči obstruktivni hidrocefalus, glavobol, slabost in bruhanje ter nestabilna hoja.
MRI običajno pokaže masivno lezijo, ki poveča kontrast, ki vključuje male možgane. Kot je navedeno zgoraj, je meduloblastom zelo nagnjen k lokalni infiltraciji v leptomeninge in širjenju skozi subarahnoidni prostor, ki vključuje ventrikle, cerebralno konveksnost in leptomeningealne površine hrbtenice. Posledično je potrebno celotno kraniospinalno os spraviti v resonanco.
Namen operacije je odstraniti čim več mase, ki jo predstavlja lezija. Pravzaprav imajo pooperativni rezidualni tumorji slabšo prognozo. Tudi znanilec neugodne prognoze je prisotnost tumorskih celic v cerebrospinalni tekočini ali resonančna detekcija leptomeningealnih metastaz. Kirurški poseg sam po sebi običajno ni zdravilen. V nekaterih primerih pa lahko pride do terapevtskega obsevanja kraniospinalne osi, osredotočene na mesto primarnega tumorja. Dodajanje kemoterapije po radioterapiji poveča stopnjo ozdravitve. Z vinkristinom se uporabljajo zdravila na osnovi platine (cisplatin ali karboplatin), etopozid in alkilirajoče sredstvo (ciklofosfamid ali lomustin). Z ustreznim zdravljenjem se primeri dolgega preživetja več kot 3 let pri bolnikih z meduloblastomom gibljejo od 60 do 60 let. in 80 Odstotek.

##### Meningiomi
Meningiomi so najpogostejši intrakranialni ekstrinzični ali ekstraaksialni možganski tumorji, ki nastanejo iz celic arahnoidne membrane, ki obdaja možgane in hrbtenjačo. Incidenca te neoplazije je približno 2 primerov na leto na 100.000 Stanovnik. Pogostejši so pri ženskah v šestem in sedmem desetletju. Njihova pogostnost je večja pri bolnikih z nevrofibromatozo tipa 2. Izguba kromosoma 22 je značilen za meningiome, čeprav je prognostični pomen te ugotovitve še vedno nejasen.
Pri bolnikih z meningiomom se lahko pojavijo simptomi, značilni za masivno lezijo lobanje, vključno z epileptičnimi napadi in žariščnimi nevrološkimi izpadi. Ker so meningiomi lahko tudi asimptomatski, jih včasih odkrijejo na računalniški tomografiji in magnetni resonanci iz drugih razlogov. Ta resonančni tumor ima značilen videz, običajno sestoji iz enakomernega kontrastnega povečanja vzdolž dure z jasno ločitvijo od možganskega parenhima. Druga značilnost, čeprav ni prisotna v vseh primerih, je tako imenovani "duralni rep", ki ga predstavlja izboklina, ki sega čez lezijo in označuje točko sidrišča v duri.
Mnogi naključno odkriti meningiomi ne potrebujejo zdravljenja v času začetne diagnoze. Če se ugotovi, da ima bolnik pomemben učinek mase, ne glede na to, ali so simptomi prisotni ali ne, je zdravljenje izbire običajno popolna resekcija. V studiu klinike Mayo, ki je primerjal stopnje nadzora tumorja po kirurški resekciji in radiokirurgiji pri bolnikih z majhnim do zmernim intrakranialnim meningiomom in brez simptomov množičnega učinka, je radiokirurgija povzročila boljši nadzor (98 proti 88 odstotkov) in z manj zapleti (10 proti 22 odstotkov) v primerjavi s kirurško odstranitvijo.

##### Primarni limfomi CNS
Primarni limfom centralnega živčnega sistema predstavlja približno 2 odstotkov na 3 odstotkov vseh možganskih tumorjev pri bolnikih z normalnim imunskim sistemom. Pogosteje se pojavijo pri moških, starejših od 55 let do 60 leta navzgor. Skoraj polovica vseh limfomov se pojavi pri bolnikih, starejših od 60 let, in približno četrtina pri bolnikih, starejših od 70 let. leta navzgor. Zdi se, da pojavnost narašča s starostjo, vendar razlog še vedno ni jasen. Bolniki z oslabljenim imunskim sistemom imajo večje tveganje za nastanek limfoma osrednjega živčevja, zato imajo tisti, ki so imeli presajen organ, prirojeno imunsko pomanjkljivost ali avtoimunsko bolezen ali pa so okuženi z virusom humane imunske pomanjkljivosti. Možganski limfomi, povezani s HIV, so povezani z virusom Epstein-Barr, zlasti pri bolnikih s številom limfocitov CD4 pod 500 celic na kubičnih milimetrov v krvi. Večina limfomov osrednjega živčevja je difuznih velikoceličnih limfomov B.
Bolniki trpijo zaradi različnih značilnih simptomov žariščne ali multifokalne masivne lezije. MRI običajno pokaže tumorje s homogeno povečanim kontrastom znotraj globoke periventrikularne bele snovi. Multifokalnost in nehomogena okrepitev sta značilni za bolnike z oslabljenim imunskim sistemom. Analiza limfoma CŽS je izjemno pomembna pri diferencialni diagnozi možganske neoplazije. Upoštevati je treba, da lahko dajanje kortikosteroidov povzroči popolno izginotje povečanja, kar oteži diagnozo lezij. Zato se je treba kortikosteroidom izogibati, če je treba pri diferencialni diagnozi upoštevati limfom osrednjega živčevja, razen če učinek mase povzroči resno in takojšnjo težavo pri bolniku.
Biopsija sumljive lezije je ključnega pomena. V nasprotju s sistemskim velikoceličnim limfomom B, pri katerem sta tako kemoterapija kot radioterapija učinkoviti in je zdravljenje lokaliziranih lezij ozdravljivo, se limfom osrednjega živčnega sistema običajno odzove na začetno terapijo, vendar se nato ponovi. Tako kot pri sistemskem limfomu je vloga kirurškega posega predvsem omejena na pridobivanje ustreznih vzorcev tkiva za diagnozo.
V preteklosti je bila radioterapija namenjena celim možganom (panencefalični). Mediana preživetja je približno 12 tudi z lokaliziranimi lezijami meseci. Ponovitev običajno prizadene mesto prejšnje poškodbe in druge predele. Odzivi na kemoterapijo so bolj obetavni. Klinična preskušanja, v katerih je bil kot prvo zdravljenje uporabljen sam metotreksat v visokih odmerkih in je bila radioterapija odložena do trenutka ponovitve ali napredovanja, so pokazala boljše splošno preživetje kot samo radioterapija. Še bolj učinkovita je bila kombinacija metotreksata, vinkristina, prokarbazina, intratekalnega metotreksata, citarabina ter panencefalne radioterapije in citarabina ali uporaba intraarterijske kemoterapije z intraarterijskim metotreksatom, intravensko injiciranim ciklofosfamidom in etopozidom po modifikaciji krvnega tlaka. možgansko pregrado z manitolom. Mediana preživetja pri zdravljenju z metotreksatom je bila 24 do 40 mesecev veliko višja kot pri samo radioterapiji (razpon 24 dokler 40 mesecev). V nekaterih primerih se radioterapija uporablja samo za recidive, ko pride do začetne regresije s kemoterapijo. Poročali so tudi o primerih dolgega preživetja brez radioterapije.
Panencefalna radioterapija je povezana z velikim tveganjem za razvoj demence ali levkoencefalopatije. To tveganje bi lahko zmanjšali z razvojem učinkovitih strategij za nadzor tumorja, ki bi se izognili panencefalni radioterapiji. Začetno zdravljenje bolnikov z oslabljenim imunskim sistemom je zmanjšanje vzrokov imunosupresije. Prognoza za te bolnike je običajno slabša kot za bolnike z normalnim imunskim sistemom. Zaradi spremljajočih tumorskih okužb in na splošno neoptimalnega fizičnega stanja kemoterapije pri teh imunosupresiranih bolnikih pogosto ni mogoče izvajati. Tako kot pri drugih možganskih tumorjih je odziv na zdravljenje odvisen od starosti in fizičnega stanja.

## Metastatski tumorji centralnega živčnega sistema

### Možganske metastaze
Možganske metastaze so najpogostejše intrakranialne neoplazme pri odraslih, desetkrat pogostejše od primarnih možganskih tumorjev. Stopijo pri 20 do 40 odstotkov odraslih z rakom in so večinoma povezani z rakom pljuč in dojk ter melanomom. Te lezije so posledica širjenja rakavih celic po krvnem obtoku in se najpogosteje pojavijo na stičišču sive in bele snovi, kjer se spremeni prečni prerez krvnih žil, ki ujamejo embolijo tumorskih celic. 80 odstotkov lezij se pojavi v možganskih hemisferah, 15 odstotkov v malih možganih in 5 odstotkov v možganskem deblu. Približno 80 odstotkov bolnikov ima v preteklosti sistemskega raka in 70 odstotkov ima več metastaz v možganih.
Nedavno je bil dosežen pomemben napredek pri diagnosticiranju in zdravljenju teh lezij, kar je privedlo do izboljšanega preživetja in nadzora nad simptomi. Pojav znakov in simptomov je podoben tistim pri drugih masivnih lezijah v možganih. Diagnostična metoda izbire je slikanje z magnetno resonanco s kontrastnim sredstvom.
Literatura prikazuje enakovredne rezultate za operacijo in radiokirurgijo. Slednje se zdi primernejše, učinkovitejše in varnejše za majhne lezije ali na območjih, ki niso dostopna operaciji. Radiokirurgija je smiselna alternativa za bolnike, ki jih zaradi zdravstvenih razlogov ni mogoče operirati. Vendar pa je operacija očitno najboljša metoda za pridobivanje tkiv za diagnozo in odstranitev lezij, ki povzročajo masovni učinek. Zato je treba radiokirurgijo in operacijo bolje obravnavati kot dve komplementarni, vendar različni metodi, ki ju je treba uporabiti glede na različno stanje pacienta. Za skoraj 50 % bolnikov z eno ali dvema metastazama v možganih ni kandidatov za kirurško odstranitev zaradi nedostopnosti lezij, obsega sistemske bolezni ali drugih dejavnikov. Tem in drugim bolnikom z več metastazami je običajno ponujena panencefalna radioterapija kot standard oskrbe. Dejansko dosežejo skoraj 50 odstotkov jih s to terapijo izboljšanje nevroloških simptomov in 50 do 70 odstotkov opazna reakcija. Kemoterapija se redko uporablja predvsem za možganske metastaze.
Pri večini bolnikov z možganskimi metastazami je povprečno preživetje le štiri do šest mesecev po panencefalnem obsevanju. Vendar lahko bolniki, mlajši od 60 let, z diskretnimi lezijami in nadzorovano sistemsko boleznijo dosežejo daljše preživetje, ker lahko prenesejo bolj agresiven pristop zdravljenja.

### Meningealne metastaze
Okoli 5 % bolnikov s tumorjem lahko diagnosticiramo metastaze mehke možganske ovojnice (leptomeninges encephali). Najpogosteje se pojavijo pri melanomu, raku dojke in pljuč kot posledica širjenja tumorskih celic po krvnem obtoku. Maligne celice se nato razširijo po centralnem živčnem sistemu (CNS), na splošno preko cerebrospinalne tekočine, splošno znane kot možganska tekočina.
Enega ali več od naslednjih znakov in simptomov lahko med drugim povzročijo meningealne metastaze:
- lokalne poškodbe živcev, kot so paraliza kranialnih živcev, motorična oslabelost in radikulopatije, parestezije in bolečine,
- neposredni vdor v možgansko ali hrbtenično tkivo,
- Motnje krvnih žil v možganih in hrbtenici z žariščnimi nevrološkimi izpadi in/ali napadi,
- motnje normalnega pretoka cerebrospinalne tekočine z glavobolom in povečanim     intrakranialnim tlakom,
- Motnje normalnega delovanja možganov, kot je encefalopatija in/ali
- perivaskularna infiltracija s tumorskimi celicami s posledično ishemijo in simptomi apopleksij

Diagnozo lahko postavimo s preiskavo možganske tekočine ali slikanjem možganov in hrbtenjače z magnetno resonanco. Prisotnost malignih celic lahko merimo pri 50 odstotkov bolnikov je mogoče identificirati. Vsaj 10 odstotek bolnikov z leptomeningealno prizadetostjo ostane negativen pri citološki preiskavi. S povečanjem števila lumbalnih punkcij na šest in količino odvzete količine tekočine na 10 Mililiter na punkcijo lahko poveča možnost pozitivne diagnoze. V cerebrospinalni tekočini je koncentracija beljakovin običajno visoka, koncentracija glukoze pa je lahko nizka ob prisotnosti pleocitoze. Rentgenska študija lahko pokaže hidrocefalus brez masivne lezije ali difuznega povečanja leptomeningov.
Brez terapije je mediana preživetja 4 do 6 tednov s smrtjo zaradi napredujočega nevrološkega poslabšanja. Leptomeningealne metastaze so pogosto manifestacija končne faze glavne bolezni in simptomatska terapija je lahko najprimernejša rešitev. Kortikosteroidi in analgetiki zagotavljajo začasno olajšanje. Zdravljenje se lahko ponudi bolnikom z minimalno sistemsko boleznijo in sprejemljivim splošnim fizičnim stanjem za lajšanje simptomov in podaljšanje preživetja.
Mediano preživetje je mogoče izboljšati z obsevanjem na simptomatskih mestih in obsežnejših obolelih območjih, ugotovljenih z rentgenskim slikanjem, ter z intratekalno terapijo z metotreksatom, citarabinom in tiotepo, izvedeno z lumbalno punkcijo ali katetrom Ommaya, od 3. na 6 mesecih se povečajo.
Glavni zaplet intratekalne terapije na osnovi metotreksata je nekrotizirajoča levkoencefalopatija, ki se lahko razvije po mesecih terapije pri tistih nekaj bolnikih, ki lahko uživajo v daljšem preživetju. Ta uničujoč toksični učinek je še posebej pogost pri bolnikih, ki so prejeli predhodno ali sočasno radioterapijo z intratekalnim zdravljenjem z metotreksatom.

## Bolečina in terminalna oskrba
Paliativna oskrba je posebna oblika oskrbe, namenjena izboljšanju kakovosti življenja bolnikov s hudo ali življenjsko nevarno boleznijo, kot je rak. Cilj paliativne oskrbe ni ozdraviti, temveč preprečiti ali čim prej zdraviti simptome in stranske učinke bolezni in njenega zdravljenja ter s tem povezane psihološke, socialne in duhovne težave. Paliativna oskrba je znana tudi kot udobna nega, podporna nega in obvladovanje simptomov.
Paliativna oskrba je zagotovljena ves čas bolnikove izkušnje z rakom. Običajno se začne z diagnozo in nadaljuje skozi zdravljenje, nadaljnjo oskrbo in konec življenja.